# Mariensäule (Prudnik)

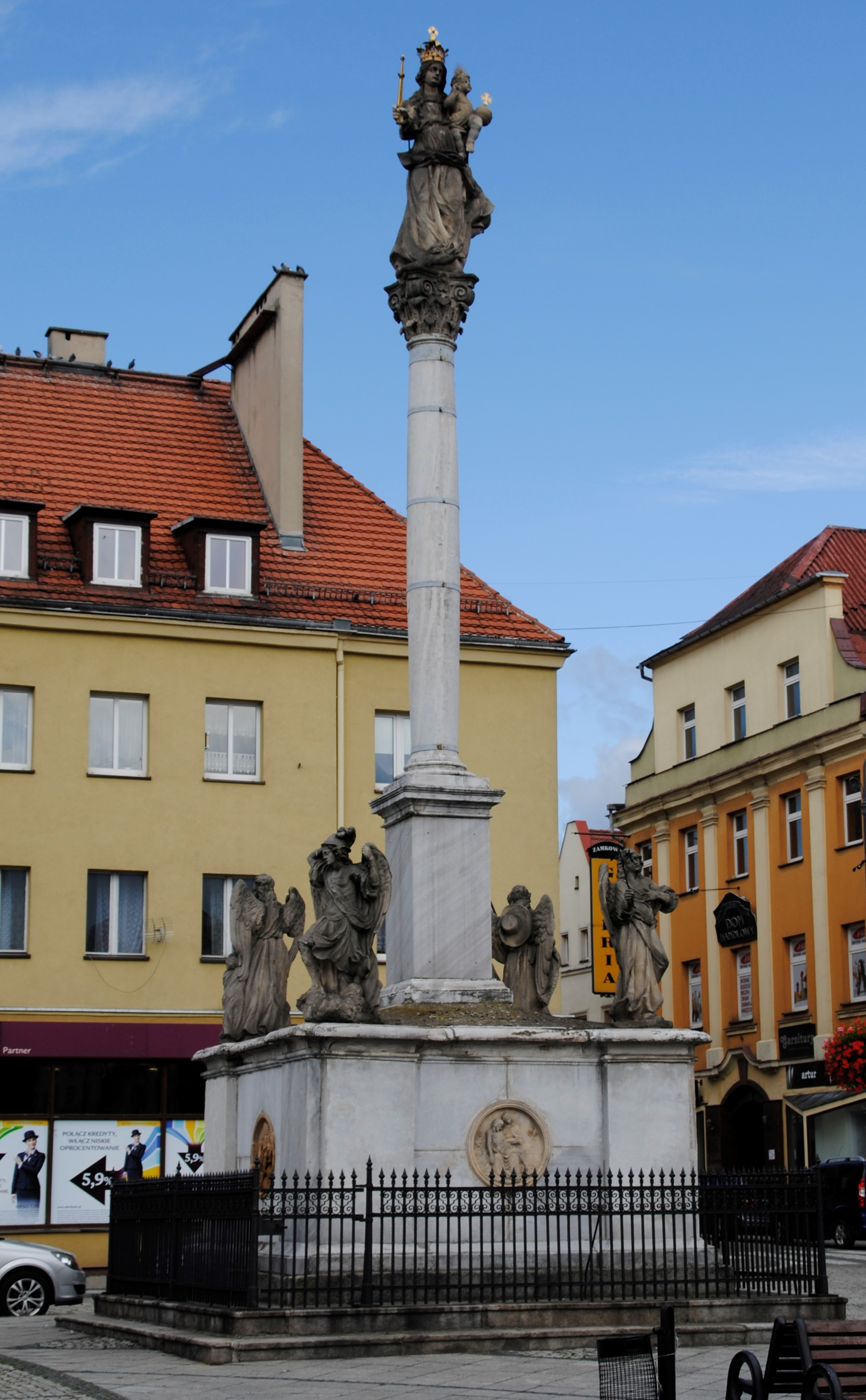
Mariensäule (2017)

Die Mariensäule (poln. Kolumna Maryjna) ist eine Bildsäule aus dem 17. Jahrhundert im oberschlesischen Prudnik (Neustadt O.S.). Sie steht an der nordwestliche Ecke des Rings, westlich des Rathauses.

## Geschichte

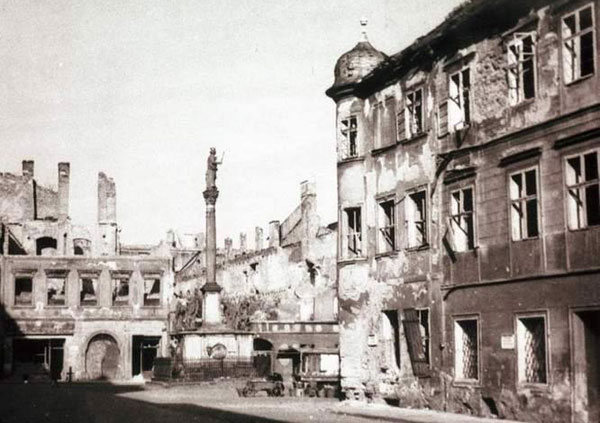
Ring mit Mariensäule 1946

Die spätbarocke, aus Sandstein bestehende Skulptur mit reichem Figurenschmuck, wurde 1694 von dem Bildhauer Johann Melchior Österreicher geschaffen. Die Säule wurde durch den Ratsherrn Peter Ortmann und seiner Ehefrau Elisabeth (geb. Nentwig) gestiftet. Sie entstand als Dank nach dem Überstehen zweier Pest-Epidemien in Prudnik in 1625.
Die Bekrönung besteht aus einer Figur der Maria mit Kind auf einem Drachen und einer Mondsichel. Sie hat ein rechtes Standbein und linkes Spielbein. Das Kind hält sie auf dem linken Arm und in der linken Hand hält sie eine Weltkugel mit Kreuz, in der rechten Hand hält sie eine Lilie (in Form eines Lilienzepters bzw. Lilienstabs). Sie hat aufgestecktes Haar mit einer Krone.
Auf dem Podest unterhalb der Säule stehen die vier Figuren der Erzengel Michael, Raphael, und Gabriel sowie einen Schutzengel mit einem Kind.
An den vier Wänden des Sockels befinden sich runde Medaillons mit Reliefs des Josef von Nazaret, der legendären Marienmutter Anna, Maria, der Mutter Jesu und des  Johannes Nepomuk.

## Galerie

### Engelstatuen

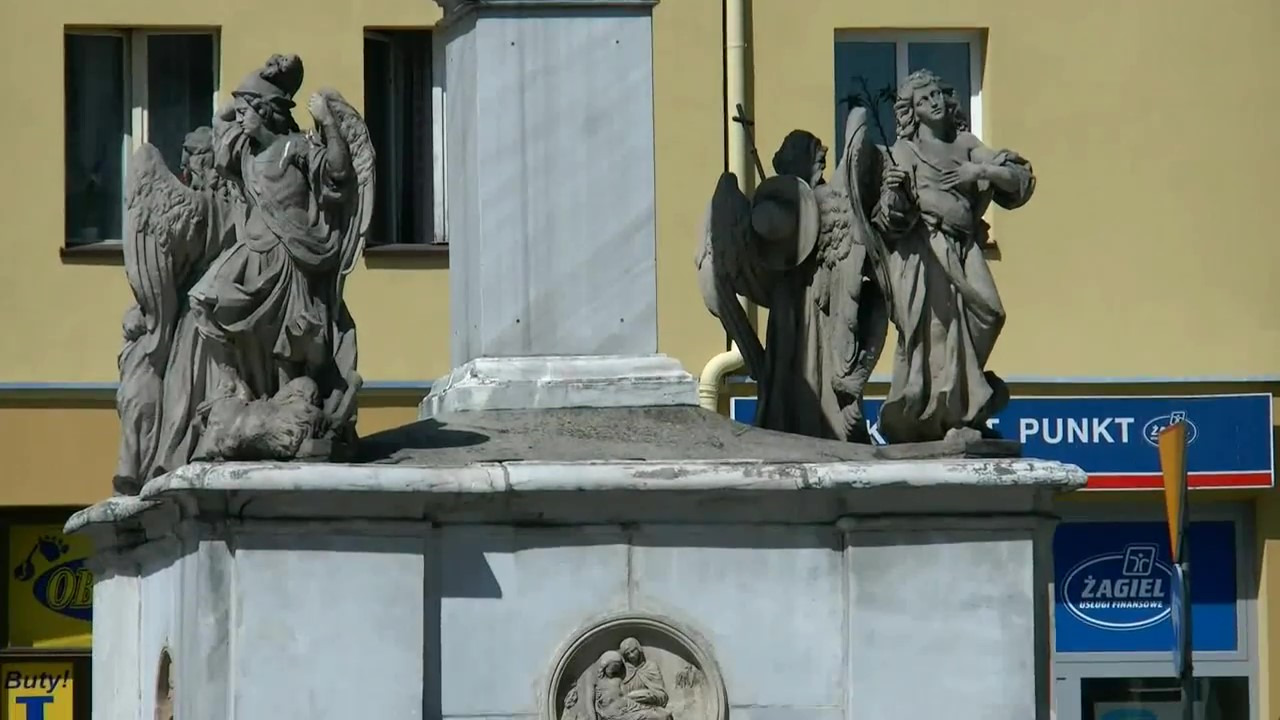
Ansicht Engelstatuen
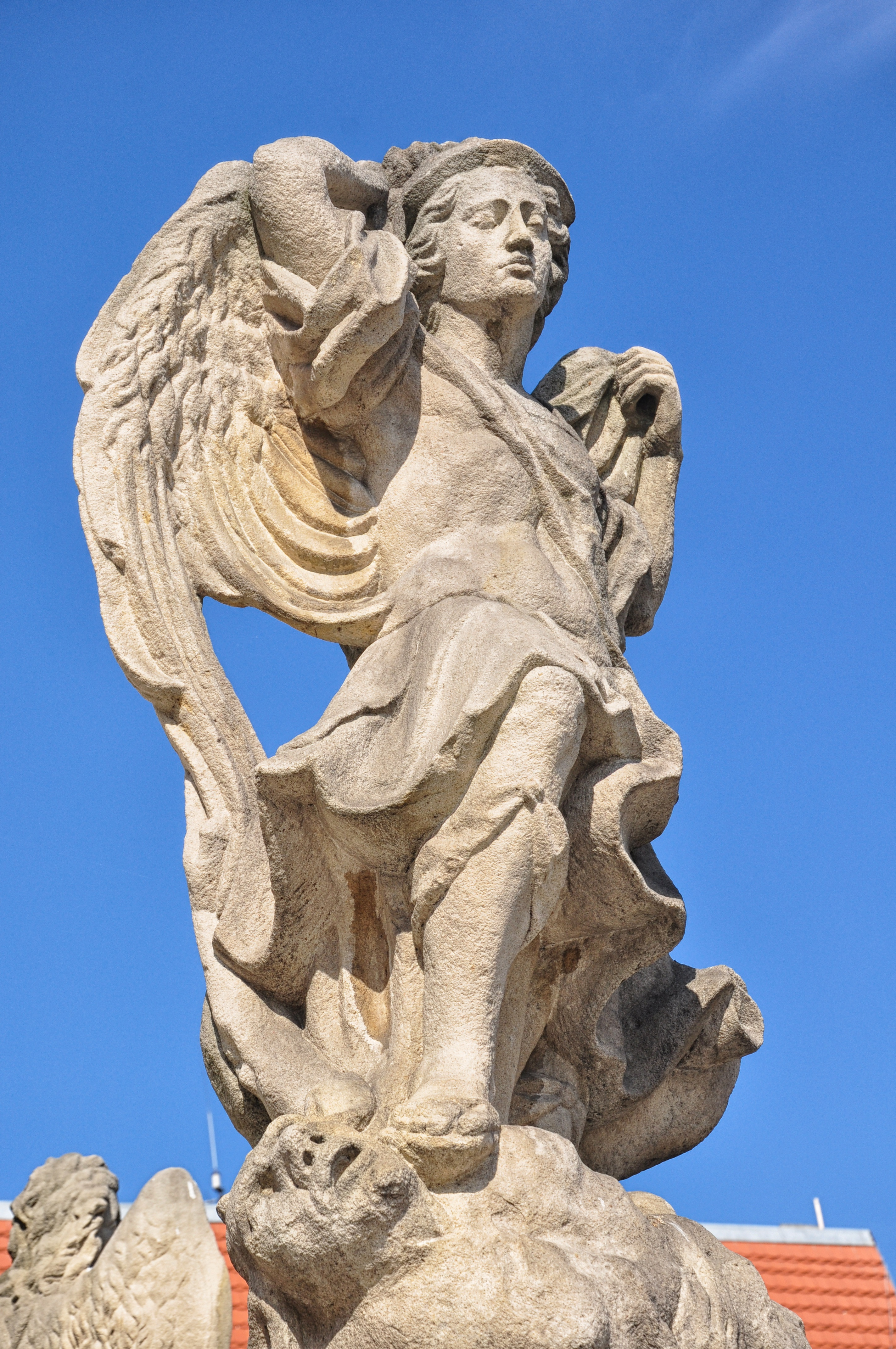
Michael
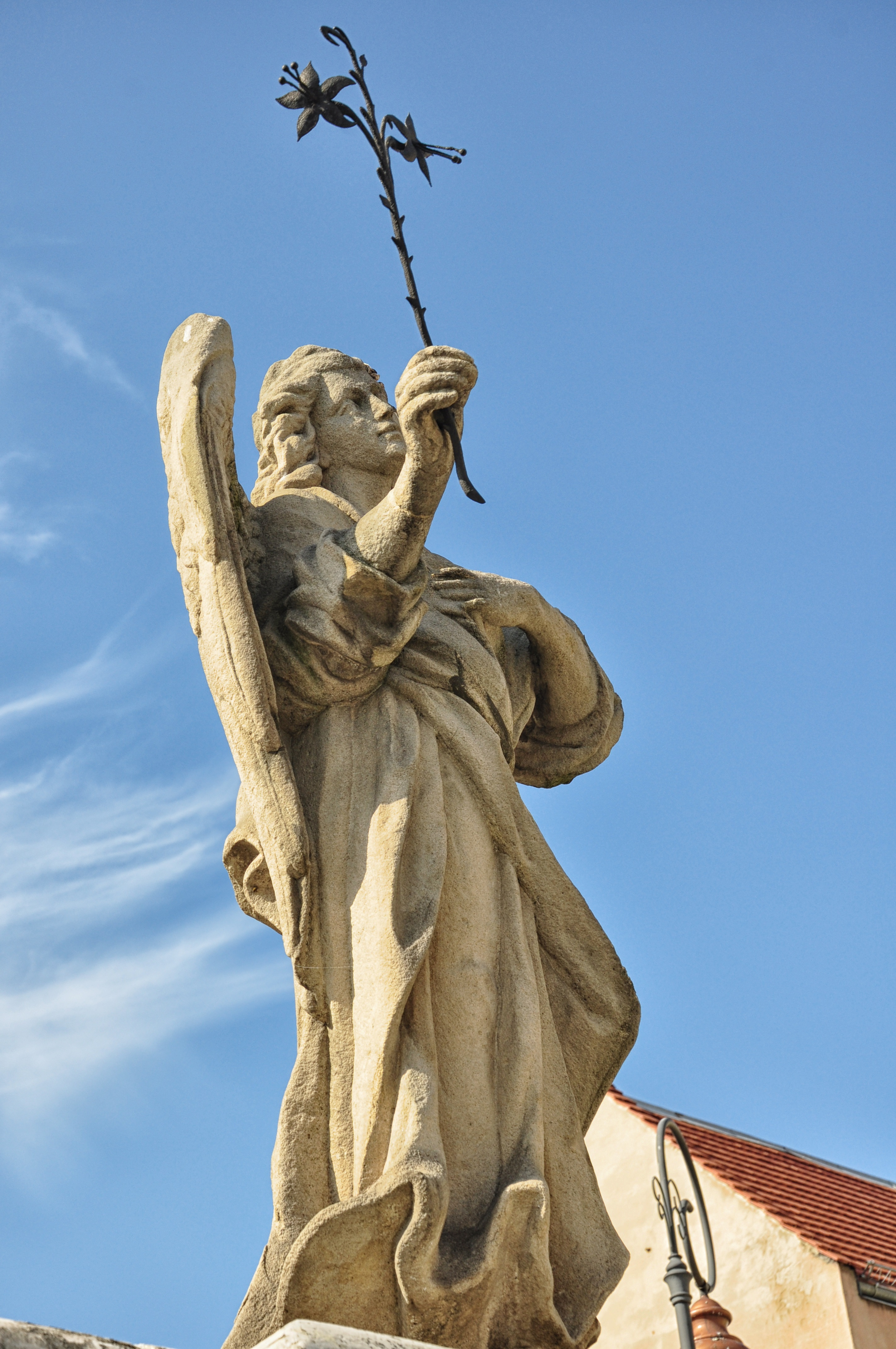
Gabriel
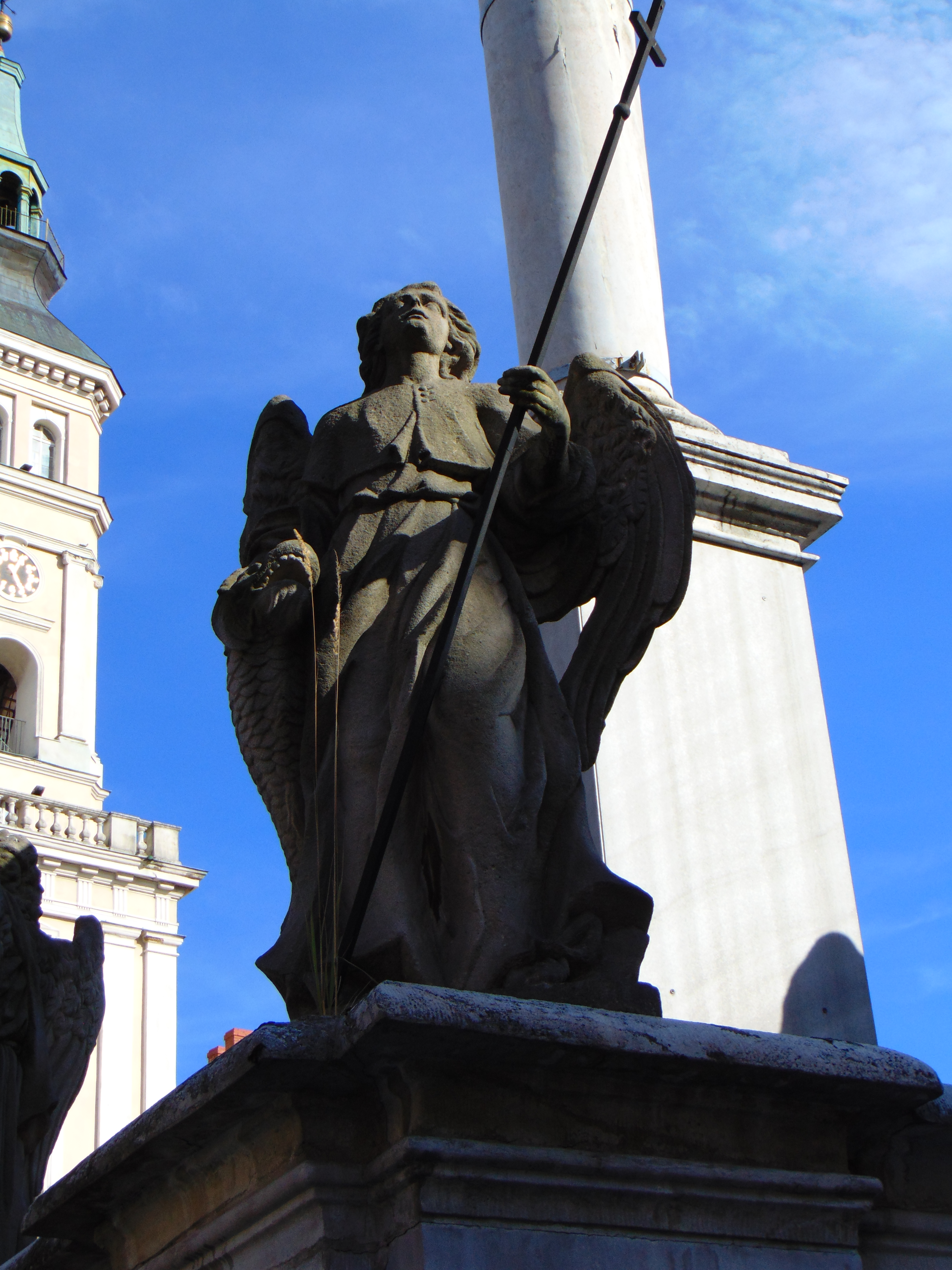
Raphael
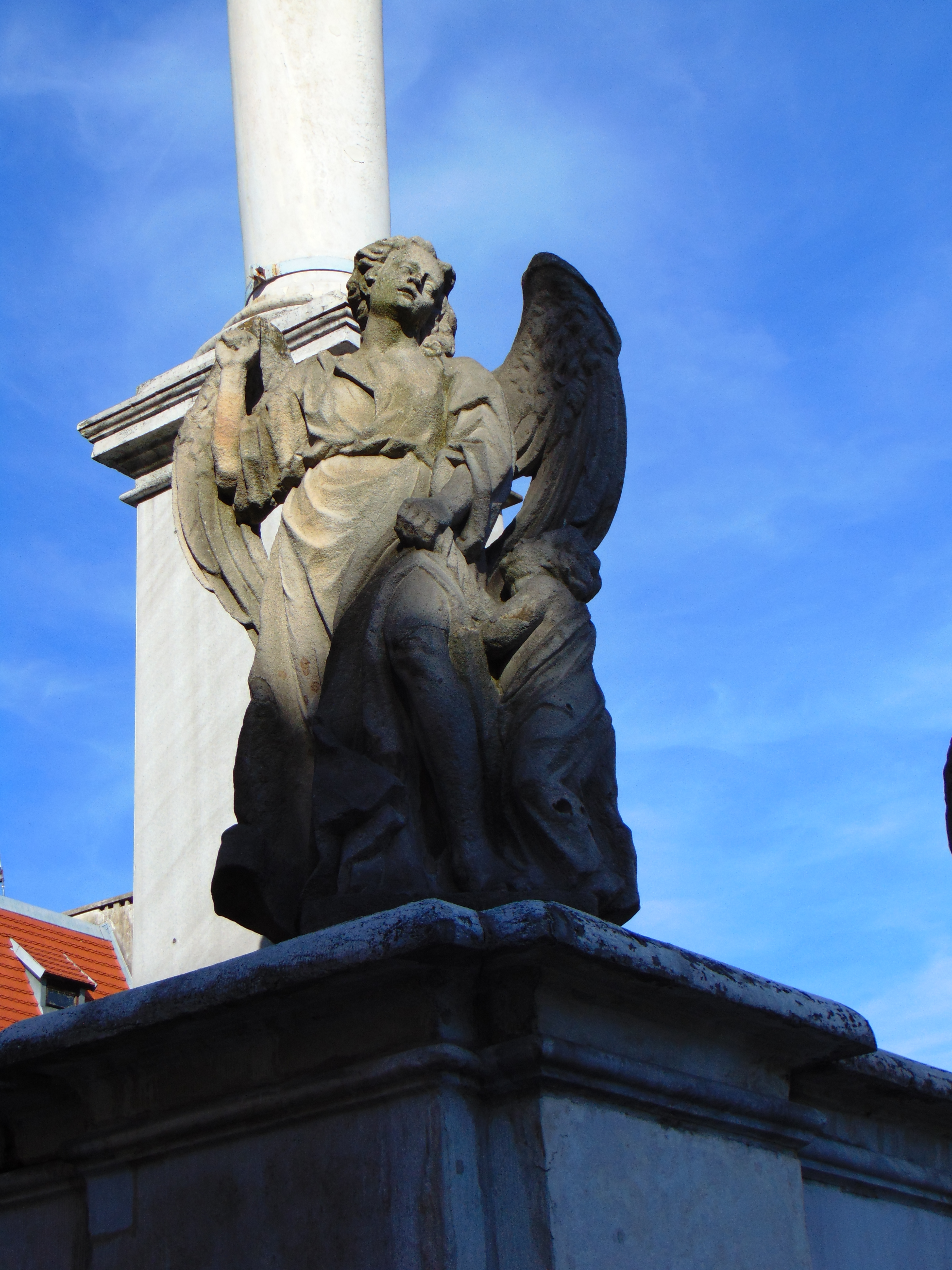
Schutzengel

### Medaillons

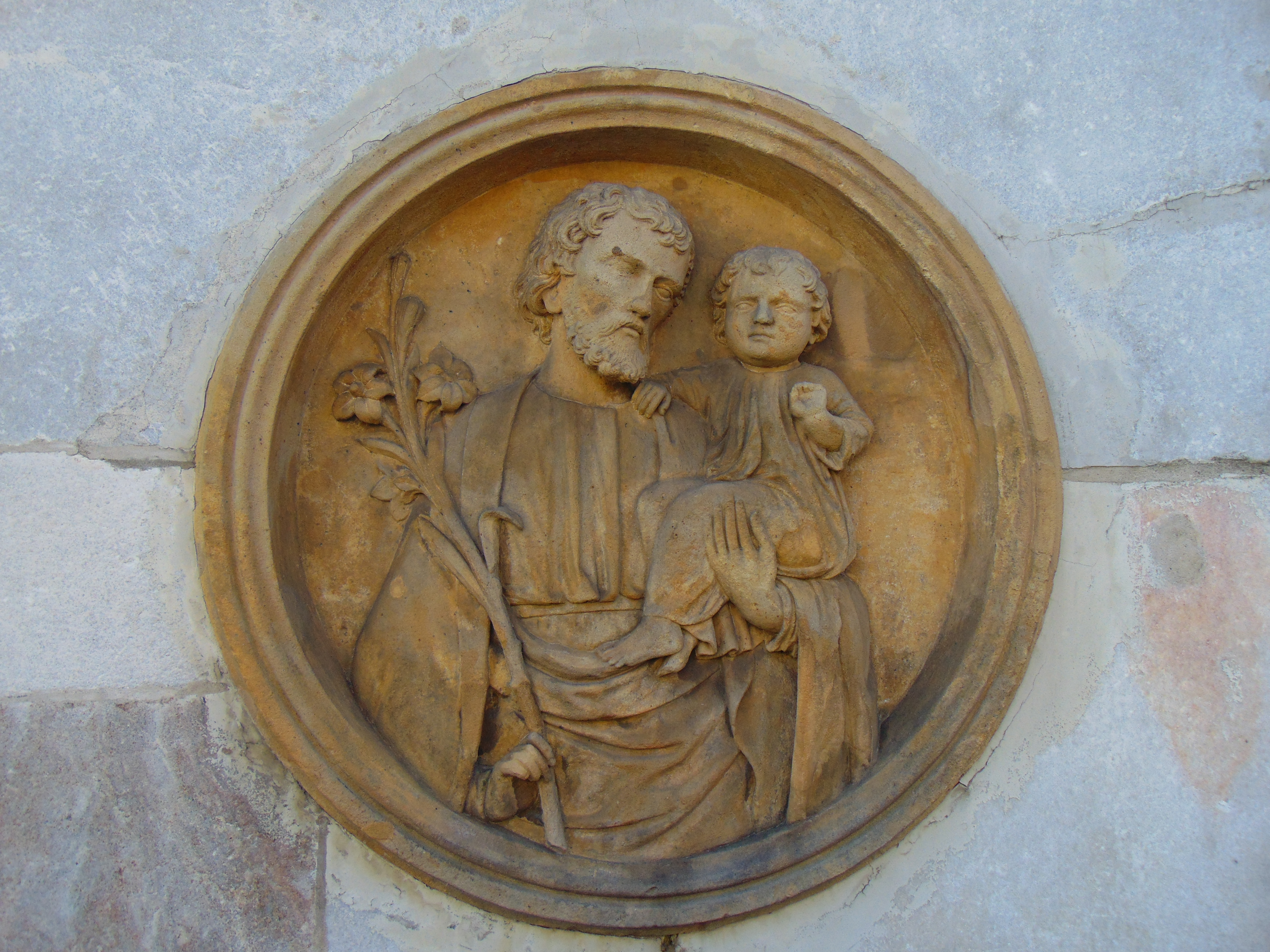
Josef von Nazaret
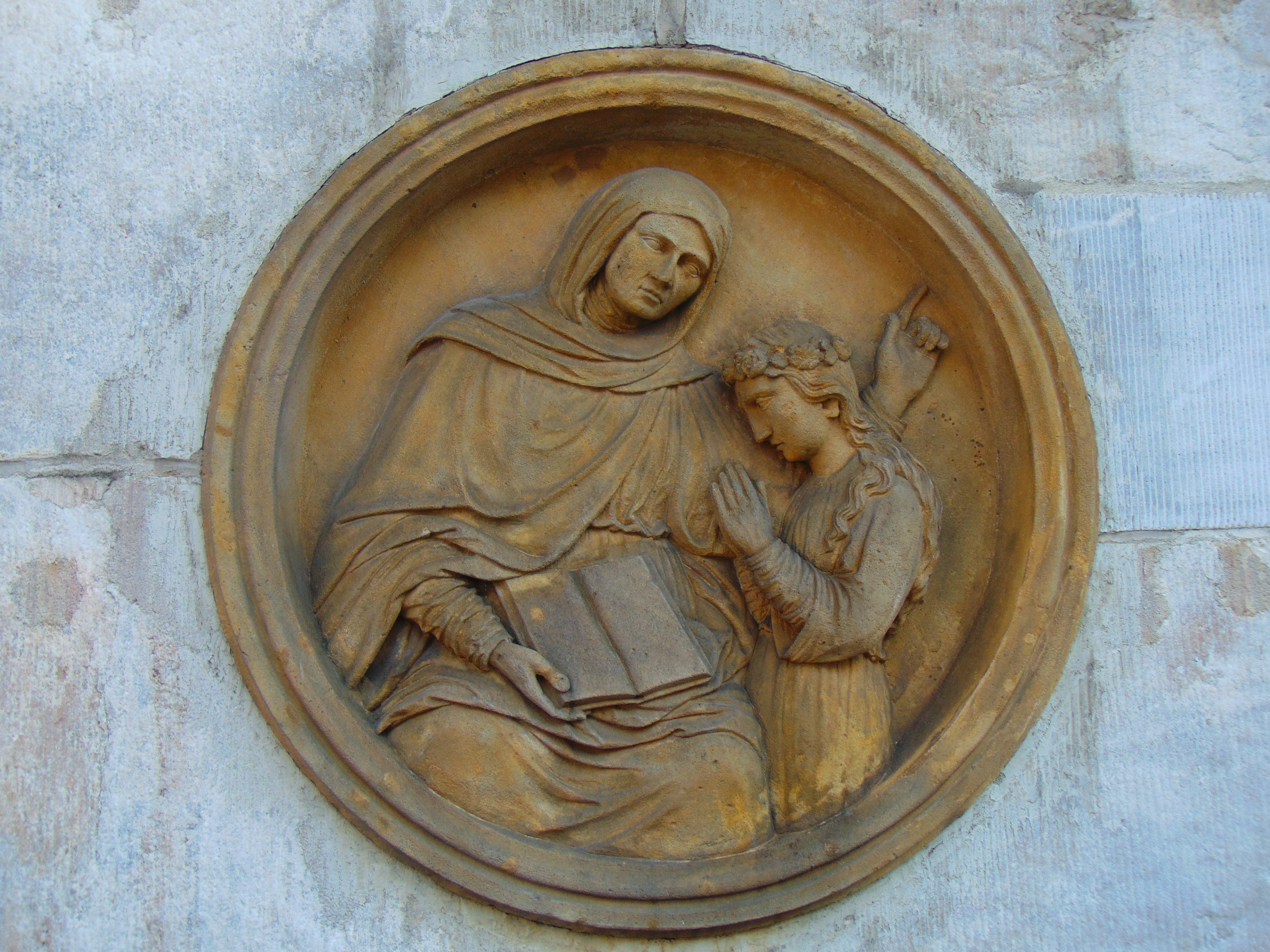
Hl. Anna
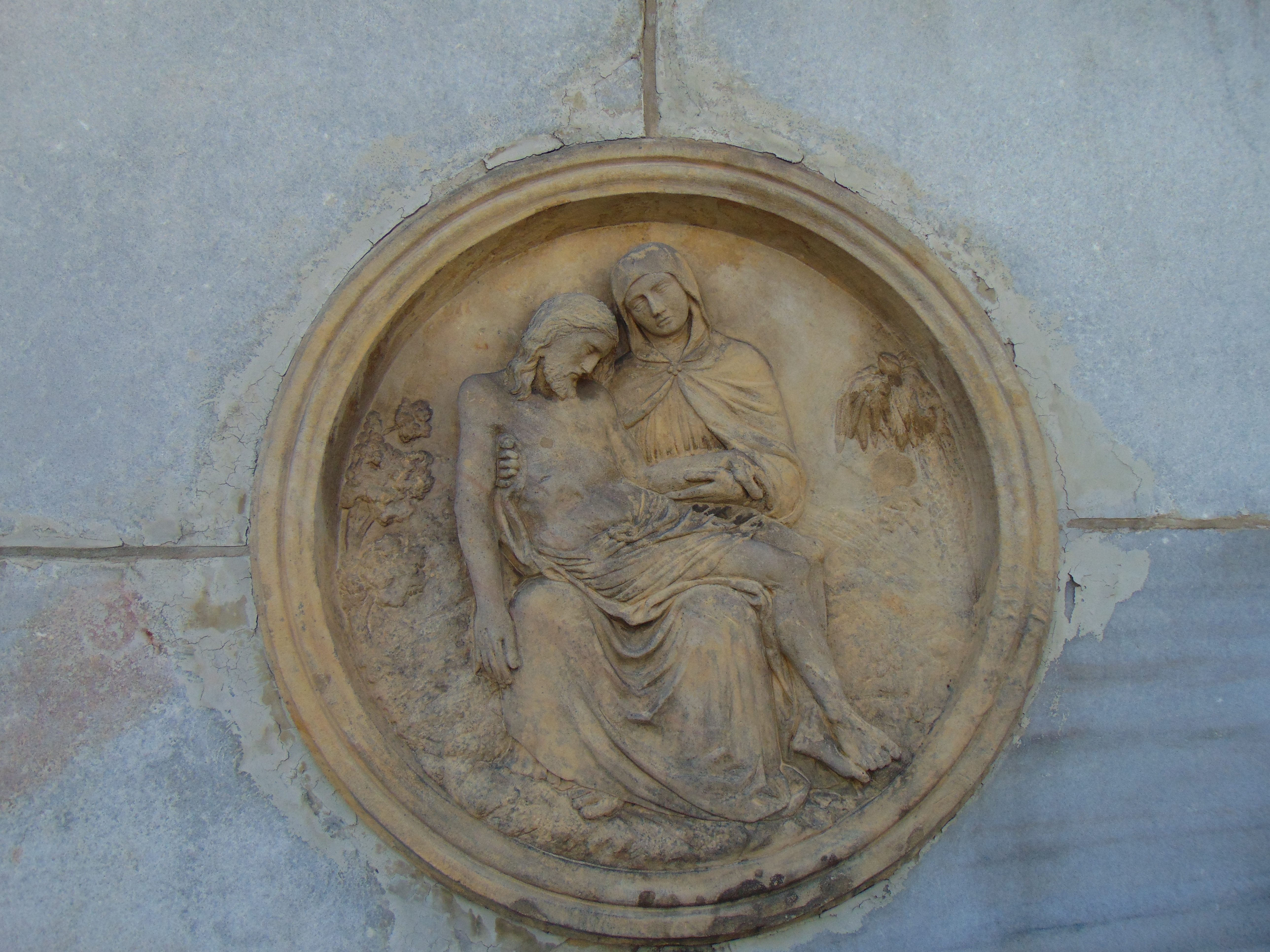
Maria
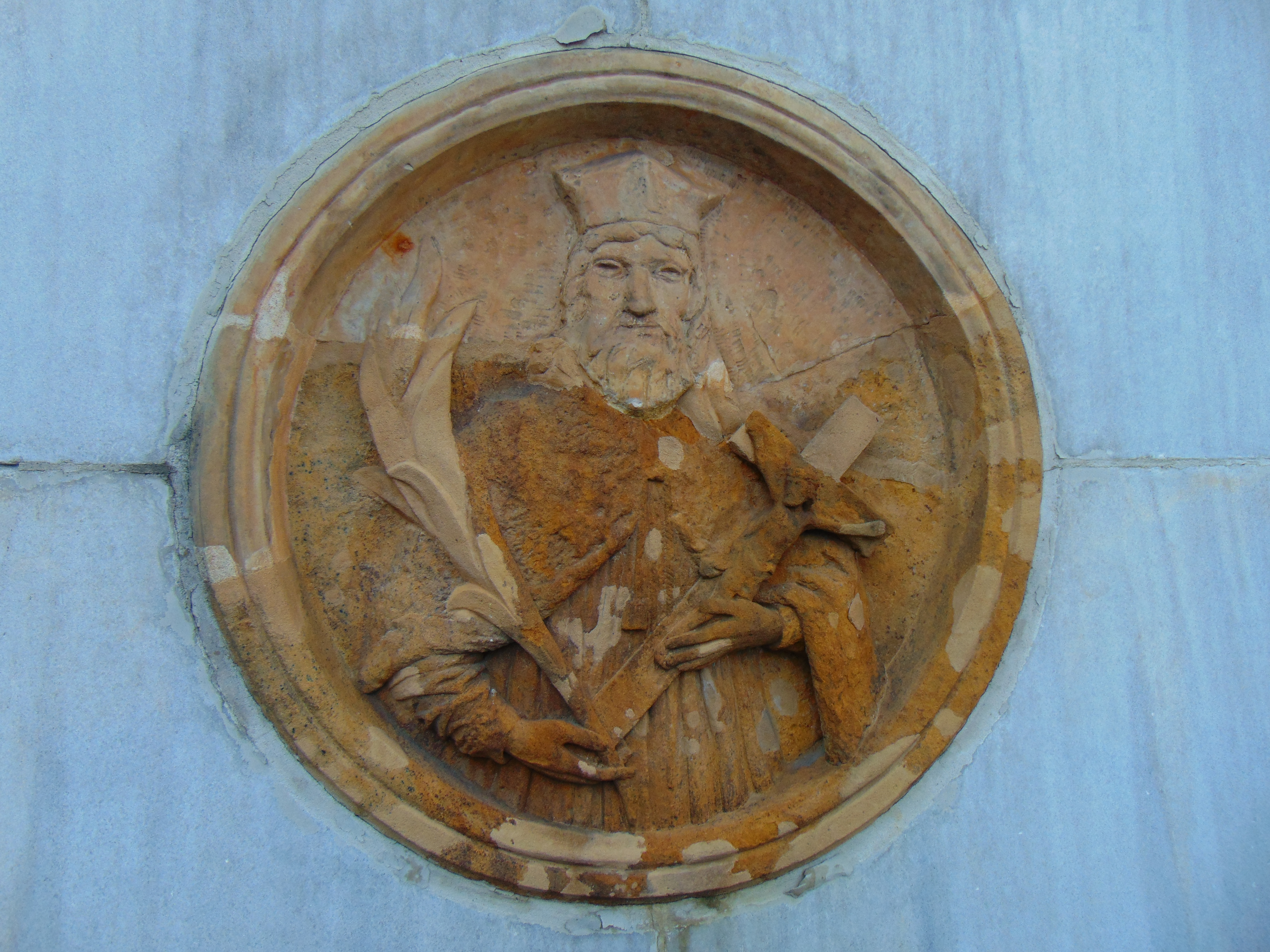
Johannes Nepomuk